# Lanches-Saint-Hilaire
Pour les articles homonymes, voir Saint-Hilaire.
Lanches-Saint-Hilaire est une commune française située dans le département de la Somme, en région Hauts-de-France.

## Géographie

### Localisation
Lanches-Saint-Hilaire est un village picard du Ponthieu.
Limitrophe de Domart-en-Ponthieu, la localité est située à 4 km au sud-ouest de Bernaville, 16 km au sud-ouest de Doullens, 22 km à l'est d'Abbeville, 26 km au nord-ouest d'Amiens et à 50 km au sud-ouest d'Arras à vol d'oiseau.
Le territoire de la commune est limitrophe de ceux de six communes.
Les communes limitrophes sont  Berneuil, Domart-en-Ponthieu, Domesmont, Gorges, Ribeaucourt et Épécamps.

### Géologie et relief
Dans la vallée, le sol est composé de terre franche. Un calcaire léger recouvre les coteaux. Sur le plateau, l'argile domine.
Le relief est modéré. La vallée de la Domart (affluent de la Nièvre), se ramifie au centre du territoire en deux étroites vallées : la vallée du Chêne et la vallée de Gorges, avec des côtes  assez fortes pour la région.

### Hydrographie

#### Réseau hydrographique
La commune est située dans le bassin Artois-Picardie. Elle est drainée par le Domart et un autre petit cours d'eau.
Le ¥Domart, d'une longueur de 11 km, prend sa source dans la commune de Domesmont et se jette  dans la Nièvre à Berteaucourt-les-Dames, après avoir traversé six communes.

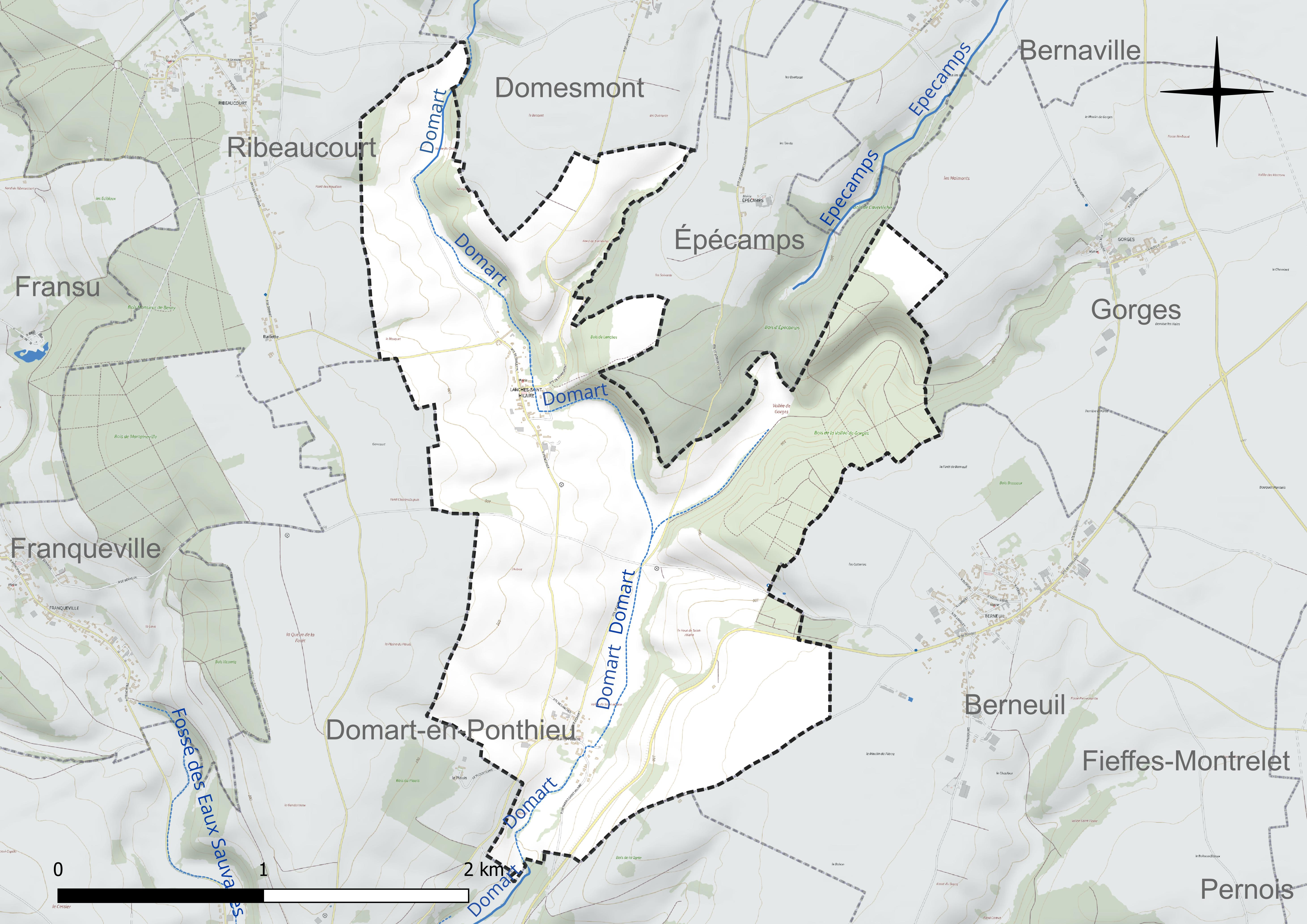
Réseau hydrographique de Lanches-Saint-Hilaire.

#### Gestion et qualité des eaux
Le territoire communal est couvert par le schéma d'aménagement et de gestion des eaux (SAGE) « Somme aval et Cours d'eau côtiers ». Ce document de planification concerne un territoire de 1 835 km2 de superficie, délimité par le bassin versant de la Somme canalisée. Le périmètre a été arrêté le 29 avril 2010 et le SAGE proprement dit a été approuvé le 6 août 2019. La structure porteuse de l'élaboration et de la mise en œuvre est le syndicat mixte d'aménagement hydraulique du bassin versant de la Somme (AMEVA).
La qualité des cours d'eau peut être consultée sur un site dédié géré par les agences de l'eau et l'Agence française pour la biodiversité.

### Climat
Pour des articles plus généraux, voir Climat des Hauts-de-France et Climat de la Somme.
En 2010, le climat de la commune est de type climat océanique dégradé des plaines du Centre et du Nord, selon une étude du CNRS s'appuyant sur une série de données couvrant la période 1971-2000. En 2020, Météo-France publie une typologie des climats de la France métropolitaine dans laquelle la commune est exposée à un climat océanique et est dans la région climatique Côtes de la Manche orientale, caractérisée par un faible ensoleillement (1 550 h/an) ; forte humidité de l'air (plus de 20 h/jour avec humidité relative > 80 % en hiver), vents forts fréquents.
Pour la période 1971-2000, la température annuelle moyenne est de 10,1 °C, avec une amplitude thermique annuelle de 13,4 °C. Le cumul annuel moyen de précipitations est de 845 mm, avec 12,5 jours de précipitations en janvier et 9,1 jours en juillet. Pour la période 1991-2020, la température moyenne annuelle observée sur la station météorologique la plus proche, située sur la commune de Bernaville à 4 km à vol d'oiseau, est de 10,4 °C et le cumul annuel moyen de précipitations est de 877,3 mm,. Pour l'avenir, les paramètres climatiques de la commune estimés pour 2050 selon différents scénarios d'émission de gaz à effet de serre sont consultables sur un site dédié publié par Météo-France en novembre 2022.
| Mois                                  | jan.           | fév.             | mars           | avril           | mai             | juin           | jui.           | août          | sep.          | oct.          | nov.          | déc.          | année      |
| ------------------------------------- | -------------- | ---------------- | -------------- | --------------- | --------------- | -------------- | -------------- | ------------- | ------------- | ------------- | ------------- | ------------- | ---------- |
| Température minimale moyenne (°C)     | 1,3            | 1,4              | 3,3            | 4,9             | 8,1             | 10,8           | 12,7           | 13            | 10,6          | 7,9           | 4,5           | 1,9           | 6,7        |
| Température moyenne (°C)              | 3,7            | 4,1              | 6,8            | 9,4             | 12,6            | 15,4           | 17,6           | 17,8          | 14,9          | 11,2          | 7,1           | 4,2           | 10,4       |
| Température maximale moyenne (°C)     | 6              | 6,9              | 10,3           | 13,9            | 17,1            | 20             | 22,4           | 22,6          | 19,3          | 14,6          | 9,7           | 6,4           | 14,1       |
| Record de froid (°C) date du record   | −13,2 16.01.13 | −13,5 07.02.1991 | −11,3 04.03.05 | −4,1 02.04.1996 | −0,7 07.05.1997 | 1,4 05.06.1991 | 5,2 04.07.1990 | 5 08.08.1990  | 2 24.09.03    | −4,5 24.10.03 | −8 23.11.1998 | −13 18.12.10  | −13,5 1991 |
| Record de chaleur (°C) date du record | 15 09.01.15    | 17,6 26.02.19    | 22,6 31.03.21  | 24,9 28.04.07   | 28,7 13.05.1998 | 33,9 27.06.11  | 40,8 25.07.19  | 37,2 10.08.03 | 32,1 09.09.23 | 28,9 01.10.11 | 19,5 07.11.15 | 15,7 07.12.00 | 40,8 2019  |
| Précipitations (mm)                   | 72,9           | 63,6             | 66,6           | 53,8            | 64,5            | 61,2           | 72,9           | 79            | 66            | 82,5          | 91,8          | 102,5         | 877,3      |

## Urbanisme

### Typologie
Au 1er janvier 2024, Lanches-Saint-Hilaire est catégorisée commune rurale à habitat dispersé, selon la nouvelle grille communale de densité à sept niveaux définie par l'Insee en 2022.
Elle est située hors unité urbaine. Par ailleurs la commune fait partie de l'aire d'attraction d'Amiens, dont elle est une commune de la couronne,. Cette aire, qui regroupe 369 communes, est catégorisée dans les aires de 200 000 à moins de 700 000 habitants,.

### Occupation des sols
L'occupation des sols de la commune, telle qu'elle ressort de la base de données européenne d'occupation biophysique des sols Corine Land Cover (CLC), est marquée par l'importance des territoires agricoles (82,8 % en 2018), une proportion sensiblement équivalente à celle de 1990 (82,9 %). La répartition détaillée en 2018 est la suivante : 
terres arables (63,1 %), forêts (17,2 %), zones agricoles hétérogènes (10,4 %), prairies (9,4 %). L'évolution de l'occupation des sols de la commune et de ses infrastructures peut être observée sur les différentes représentations cartographiques du territoire : la carte de Cassini (XVIIIe siècle), la carte d'état-major (1820-1866) et les cartes ou photos aériennes de l'IGN pour la période actuelle (1950 à aujourd'hui).

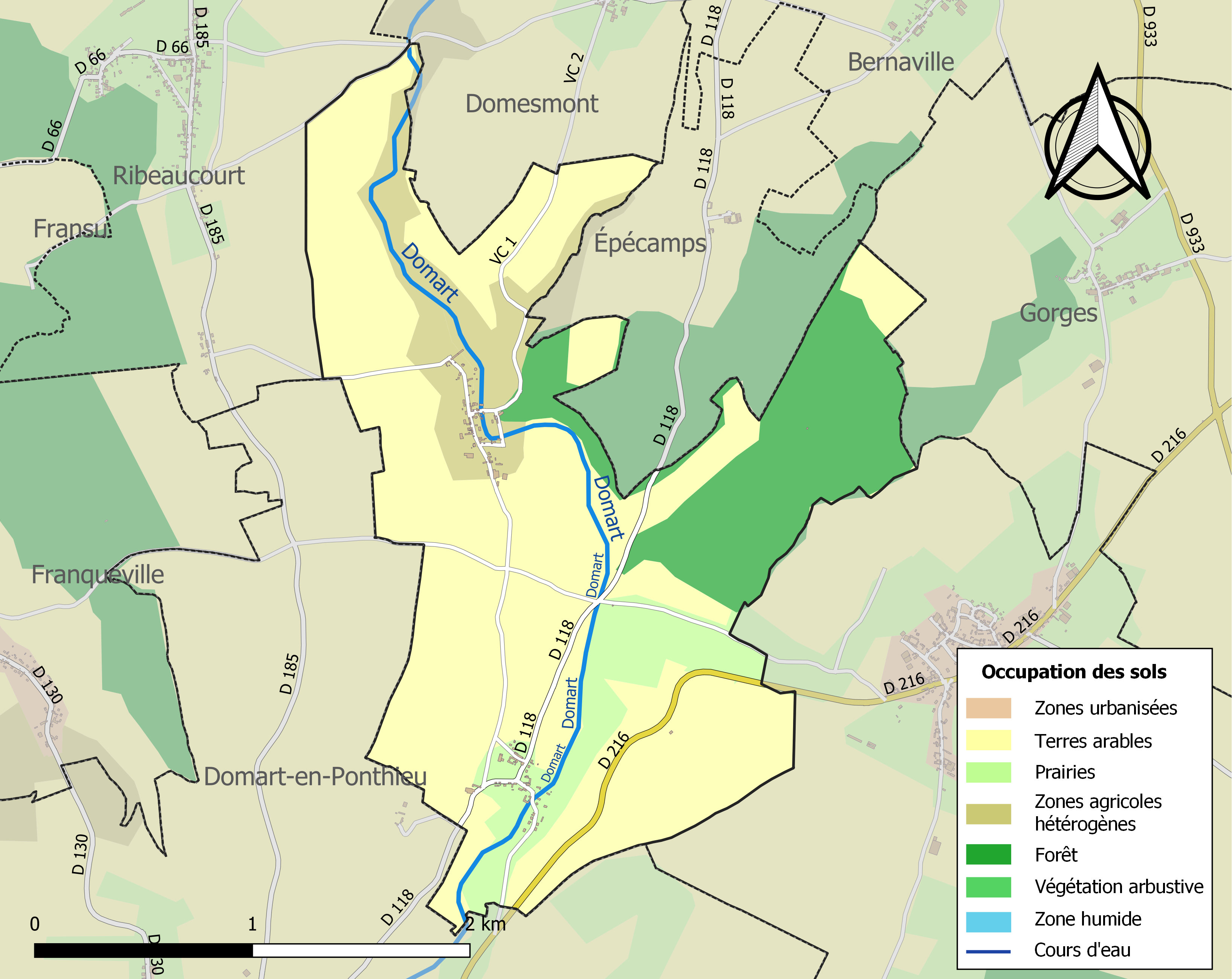
Carte des infrastructures et de l'occupation des sols de la commune en 2018 (CLC).

### Habitat
La commune est composée de trois agglomérations :
- Lanches, le chef-lieu de commune et deux hameaux :
- Saint-Hilaire et
- Le Briquet, rattaché à Saint-Hilaire.

### Voies de communication et transports
La localité est desservie par la ligne d'autocars no 28 (Saint-Léger - L'Étoile - Flixecourt - Amiens) du réseau inter-urbain Trans'80.

## Toponymie
Le nom de la localité est attesté sous les formes Lanchenesquieres en 1140 ; Lanchenescuires entre 1160 et 1231 ; Lancenescuria en 1176 ; Lancenescures en 1201 ; Lacenescuires en 1226 ; Lancenesquires en 1226 ; Lanchienesquires en 1231 ; Lanche en 1507 ; Lanches en 1646 ; Lanches et St.-Hilaire en 1801 ; Lanches-Saint-Hilaire en 1850.

La tradition locale veut que l'origine du nom du village vienne du patois picard. « Lancher » signifie en effet tisser et cette activité a toujours été très représentée dans la localité. En 1897, 19 métiers à tisser sont encore en service dont 8 toute l'année
Saint-Hilaire, ancienne dépendance de Lanches, est attesté sous les formes S. Hilarius en 1118 ; S. Hylarius en 1140 ; Saint Hylayre en 1301 ; Saint Hilaire en 1317 ; Saint Hilaire-les-Dommart, 1507 ; S. Hillaire en 1638.

Saint-Hilaire est un hagiotoponyme.

## Histoire
Le village est le fief d'une des dernières branches bâtardes de l'illustre maison de Sainte-Aldegonde.
La commune abrite des souterrains refuges creusés dans la craie à l'époque de la féodalité, des muches. Une cinquantaine de vastes chambres y ont été aménagées pour abriter la population pendant les périodes difficiles des guerres. Des grilles en fer ferment ces vastes cellules en communication avec la localité voisine d'Épécamps.
Ce village caché a servi de repli pour les animaux et la population en 1645 quand l'armée espagnole a causé des ravages dans le secteur.
En 1897, le village compte 19 tisserands, un cordonnier, un charpentier, un maréchal-ferrant, un tonnelier et un bourrelier.

En 1940, un soldat inconnu perd la vie sur le territoire communal. Il repose dans le cimetière.

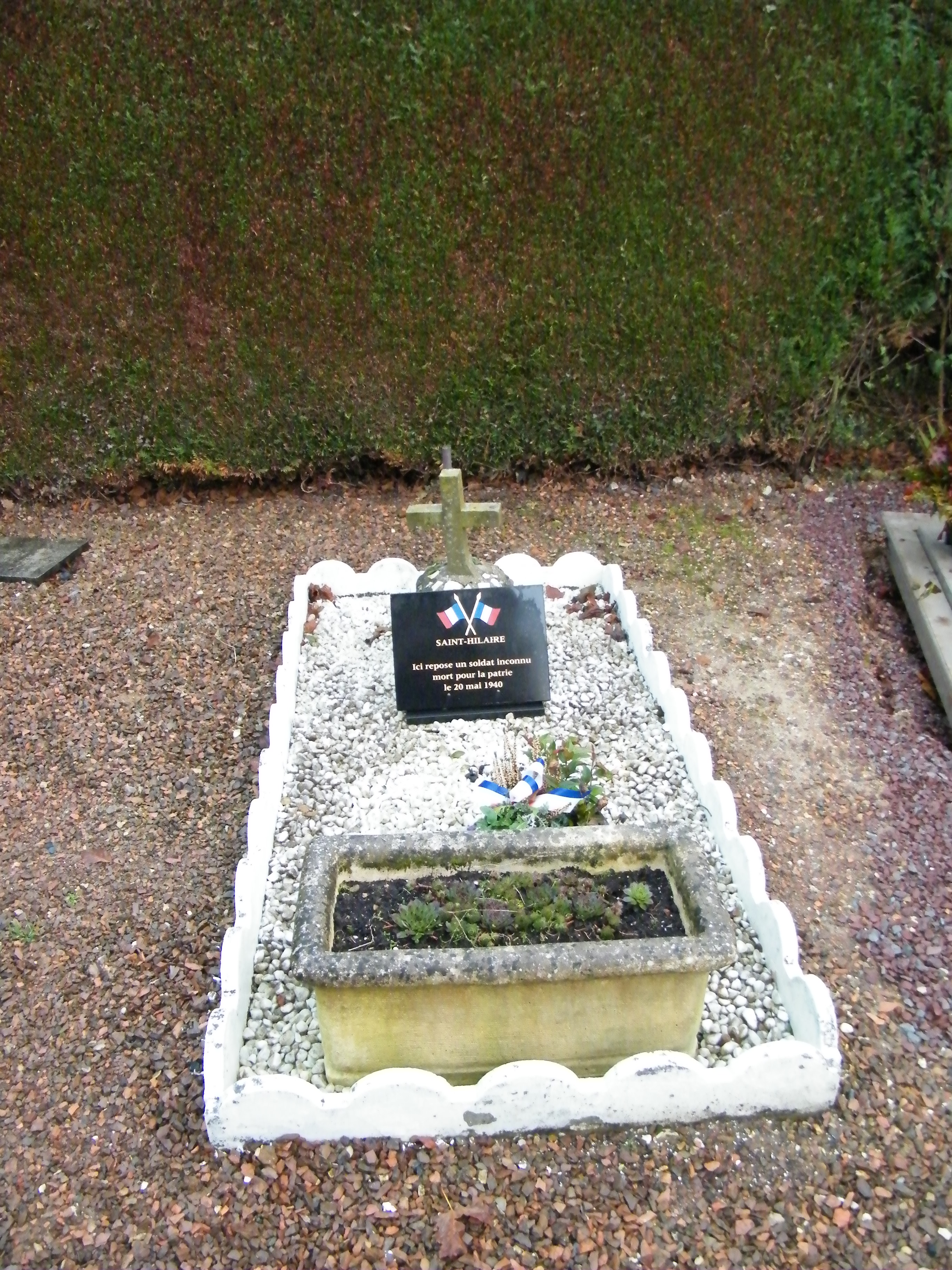
Tombe de soldat inconnu.

## Politique et administration
| Période                                  | Période                      | Identité          | Étiquette | Qualité                                                                                     |
| ---------------------------------------- | ---------------------------- | ----------------- | --------- | ------------------------------------------------------------------------------------------- |
| Les données manquantes sont à compléter. |                              |                   |           |                                                                                             |
| 1959                                     | 1965                         | René Ducellier    |           |                                                                                             |
| Les données manquantes sont à compléter. |                              |                   |           |                                                                                             |
| mars 2001                                | octobre 2007                 | Christian Boucher |           |                                                                                             |
| mars 2008                                | 2014                         | Danielle Boucher  |           |                                                                                             |
| 2014                                     | En cours (au 8 octobre 2020) | Jean-Luc Waligora |           | Formateur Vice-président de la CC Nièvre et Somme (2020 → ) Réélu pour le mandat 2020-2026, |

## Population et société

### Démographie
L'évolution du nombre d'habitants est connue à travers les recensements de la population effectués dans la commune depuis 1793. Pour les communes de moins de 10 000 habitants, une enquête de recensement portant sur toute la population est réalisée tous les cinq ans, les populations de référence des années intermédiaires étant quant à elles estimées par interpolation ou extrapolation. Pour la commune, le premier recensement exhaustif entrant dans le cadre du nouveau dispositif a été réalisé en 2006.

En 2022, la commune comptait 131 habitants, en évolution de +1,55 % par rapport à 2016 (Somme : −1,26 %, France hors Mayotte : +2,11 %).
| 1793 | 1800 | 1806 | 1821 | 1831 | 1836 | 1841 | 1846 | 1851 |
| ---- | ---- | ---- | ---- | ---- | ---- | ---- | ---- | ---- |
| 337  | 369  | 367  | 412  | 424  | 433  | 427  | 421  | 421  |

| 1856 | 1861 | 1866 | 1872 | 1876 | 1881 | 1886 | 1891 | 1896 |
| ---- | ---- | ---- | ---- | ---- | ---- | ---- | ---- | ---- |
| 399  | 396  | 378  | 350  | 323  | 292  | 264  | 258  | 217  |

| 1901 | 1906 | 1911 | 1921 | 1926 | 1931 | 1936 | 1946 | 1954 |
| ---- | ---- | ---- | ---- | ---- | ---- | ---- | ---- | ---- |
| 226  | 225  | 216  | 175  | 163  | 150  | 138  | 143  | 116  |

| 1962 | 1968 | 1975 | 1982 | 1990 | 1999 | 2006 | 2011 | 2016 |
| ---- | ---- | ---- | ---- | ---- | ---- | ---- | ---- | ---- |
| 98   | 103  | 95   | 69   | 93   | 109  | 117  | 125  | 129  |

| 2021 | 2022 | - | - | - | - | - | - | - |
| ---- | ---- | - | - | - | - | - | - | - |
| 132  | 131  | - | - | - | - | - | - | - |

### Enseignement
Le village n'a plus d'école primaire.

## Économie
L'agriculture est l'activité dominante de la commune.

## Culture locale et patrimoine

### Lieux et monuments
- Église Saint-Christophe à Lanches, du XVIIIe siècle.
- Église Saint-Médard à Saint-Hilaire, de 1780.

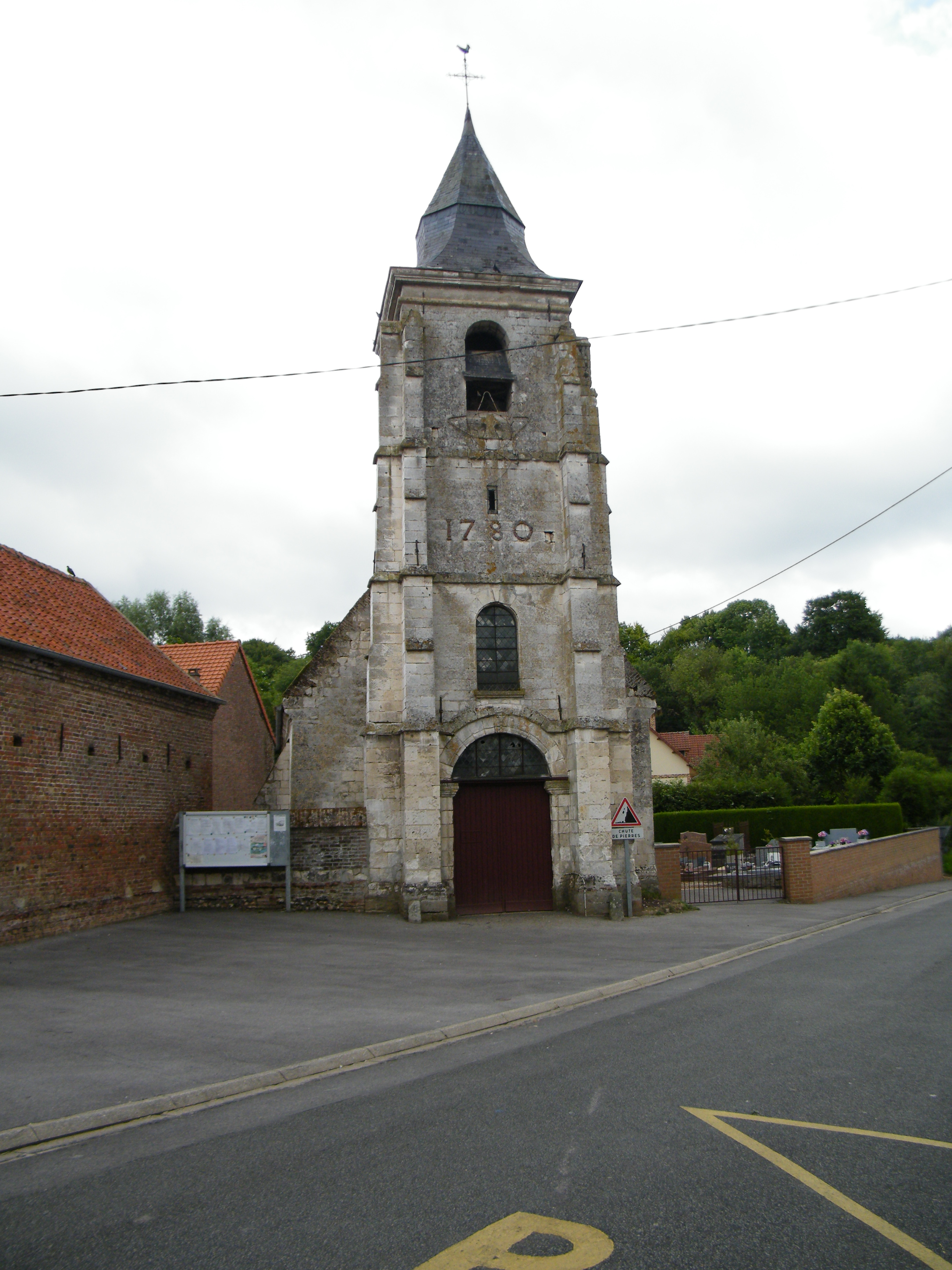
Le clocher de l'église Saint-Médard.
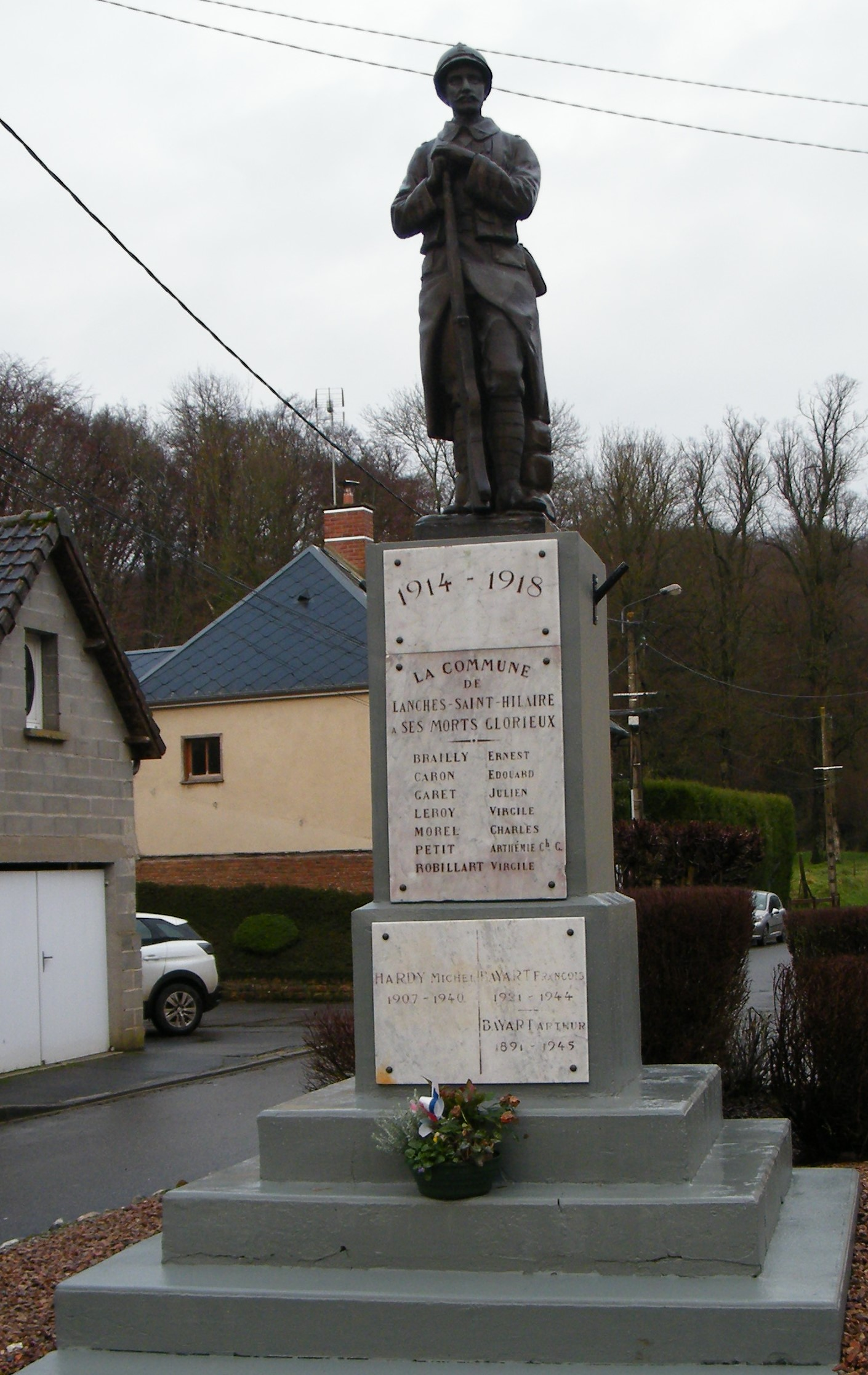
Le monument aux morts.
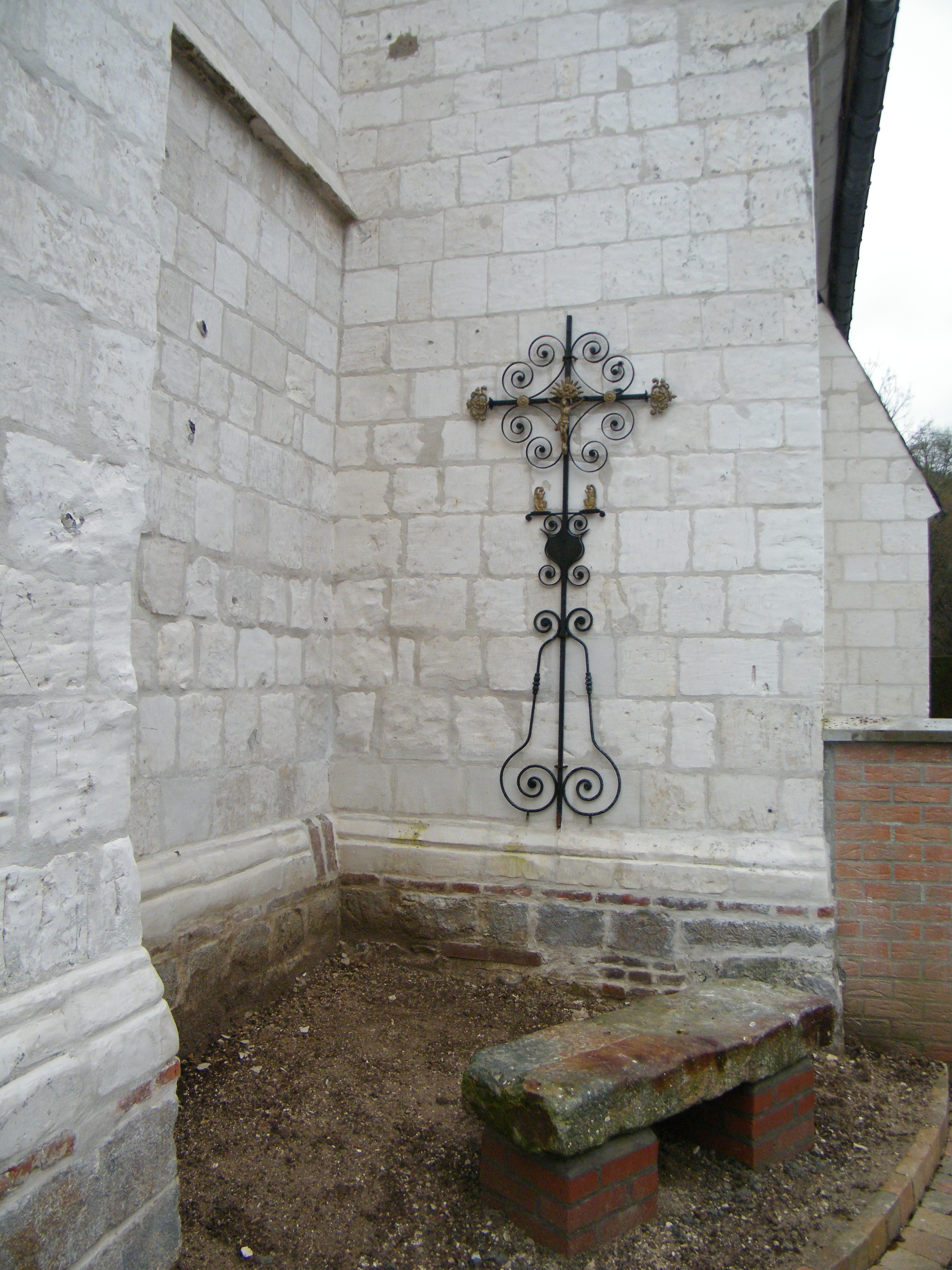
Calvaire à Saint-Hilaire.
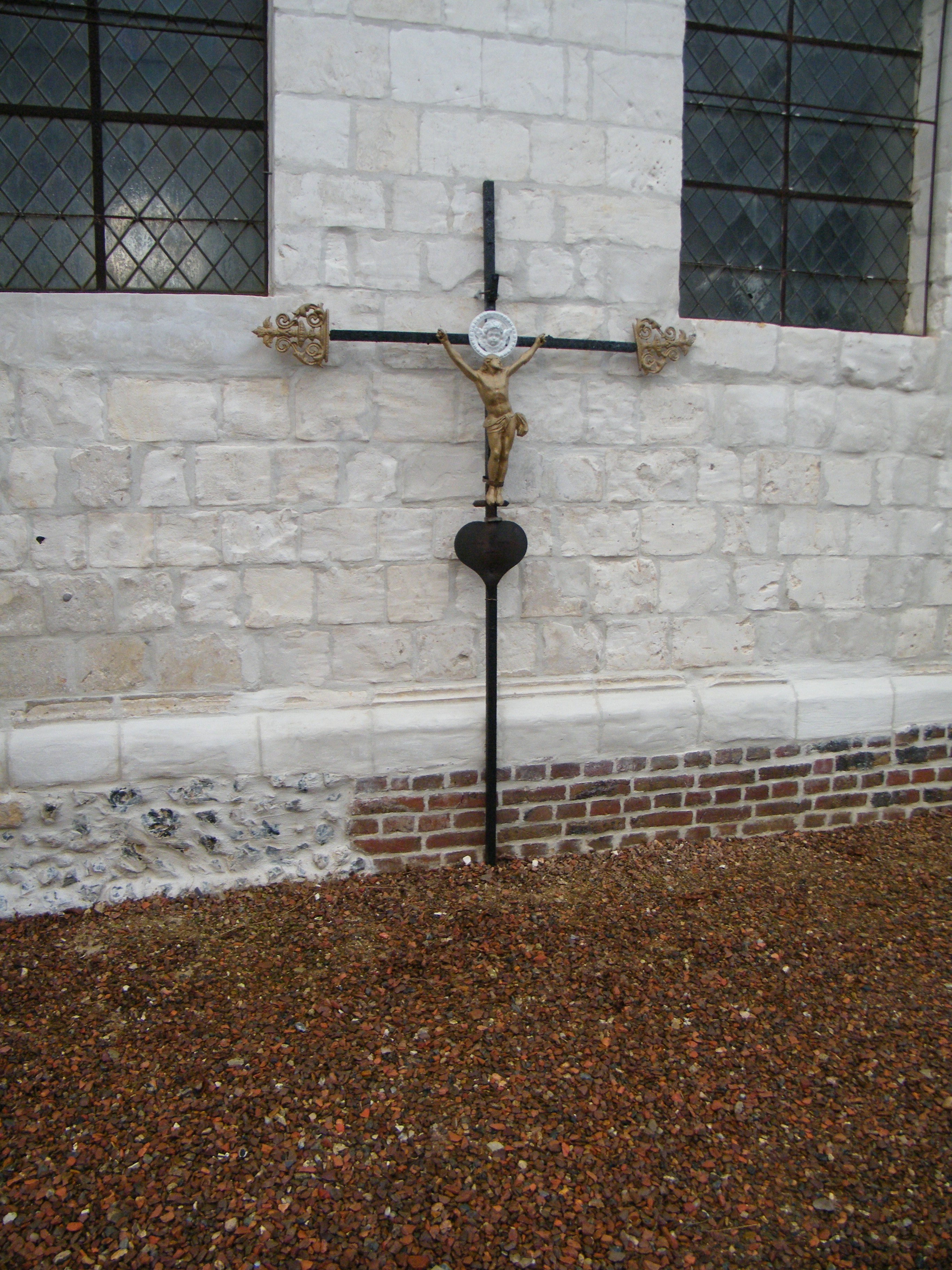
Calvaire à Saint-Hilaire.
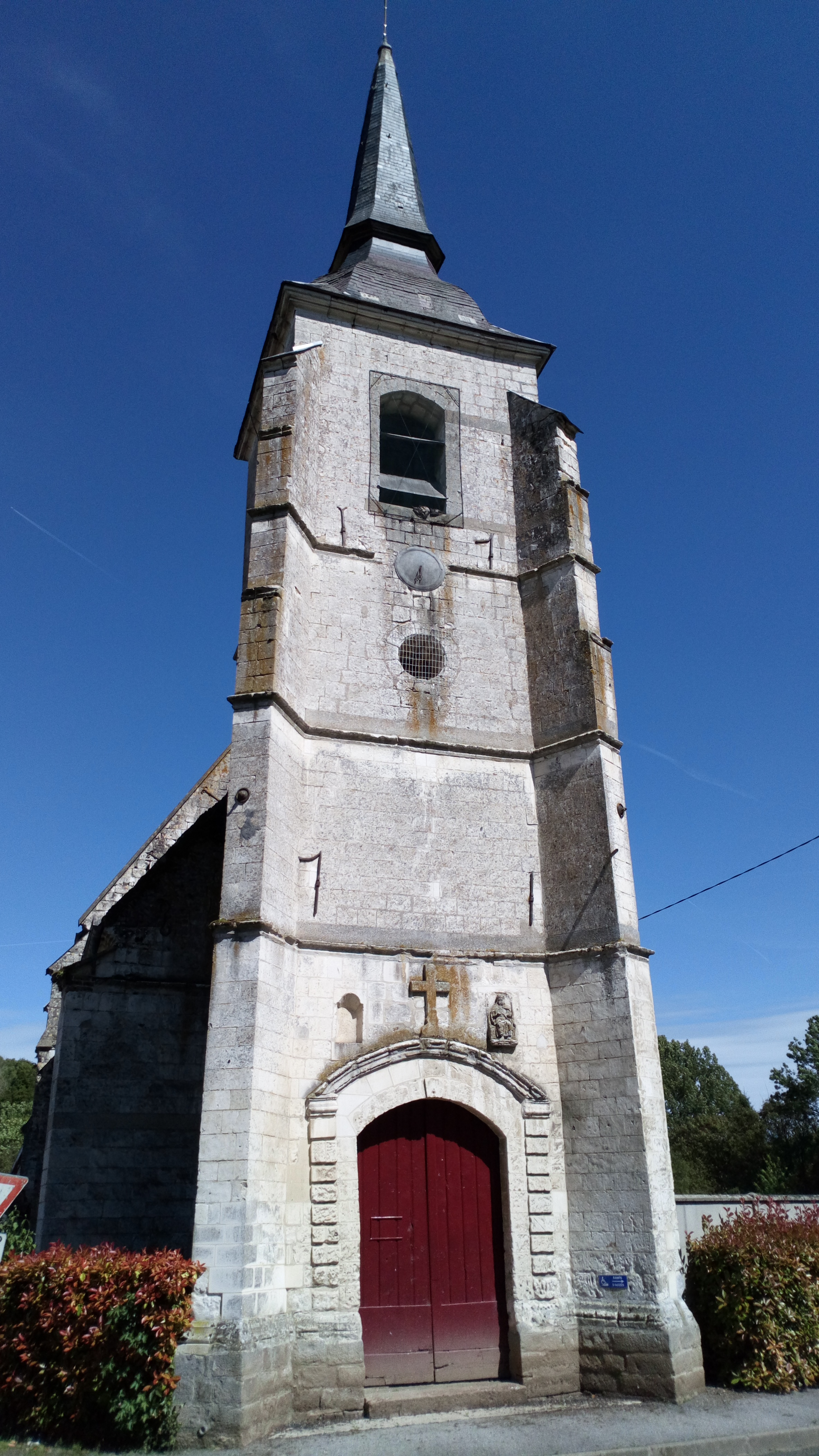
Le clocher de l'église Saint-Christophe.

### Patrimoine naturel
Une partie de la commune est classée en ZNIEFF : larris de la vallée du chêne, bois d'Épécamps, cavités souterraines. Dix-huit espèces déterminantes sont recensées dont différentes espèces de murins.